# Oi Va Voi (album)
Oi Va Voi è il terzo album dell'omonima band sperimentale britannica, pubblicato nel 2007. È un concept album sull'astronauta sovietico Yuri Gagarin.

## Tracce
1. Yuri – 4:31
2. Further Deeper – 5:44
3. Look Down – 5:17
4. Dissident – 4:00
5. Balkanik – 3:54
6. Black Sheep – 4:54
7. Nosim – 0:58
8. Dry Your Eyes – 4:47
9. Worry Lines – 4:27
10. Spirit Of Bulgaria – 2:09